# NGC 6649
NGC 6649 is een open sterrenhoop in het sterrenbeeld Schild. Het hemelobject werd op 27 mei 1835 ontdekt door de Britse astronoom John Herschel.

## Synoniemen
- OCL 66